# Delta III
Il Delta III era un razzo vettore statunitense costruito dalla Boeing e appartenente alla famiglia di razzi Delta. La sua capacità di carico utile verso l'orbita di trasferimento geostazionaria era il doppio di quella del suo predecessore Delta II.
Il primo lancio del Delta III fu effettuato il 26 agosto 1998. Il vettore fu ritirato nel 2000 per essere sostituito dal Delta IV.

## Descrizione del lanciatore
Il Delta III era un razzo a due stadi non riutilizzabile, che poteva essere usato una volta sola.
Il primo stadio, come nel Delta II, era costituito da un motore RS-27 di Rocketdyne, alimentato a kerosene e ossigeno liquido. Attorno alla base del primo stadio c'erano nove razzi impulsori a propellente solido, che servivano ad aumentare la spinta; sei razzi venivano accesi al momento del lancio, i rimanenti tre erano accesi durante il volo, poco prima del distacco del primo stadio.
Il secondo stadio era spinto da un motore RL 10B-2 della Pratt & Whitney, alimentato a idrogeno liquido e ossigeno liquido.

## Lanci
Il lancio inaugurale fu effettuato il 26 agosto 1998 da Cape Canaveral Air Force Station e si risolse in un fallimento. Anche il secondo lancio, effettuato il 4 maggio 1999, fu un fallimento. Il terzo tentativo, effettuato il 23 agosto 2000, ebbe finalmente successo. Il terzo lancio fu anche l'ultimo, perché il vettore venne ritirato.